# 奇利比亞鄉 (布澤烏縣)

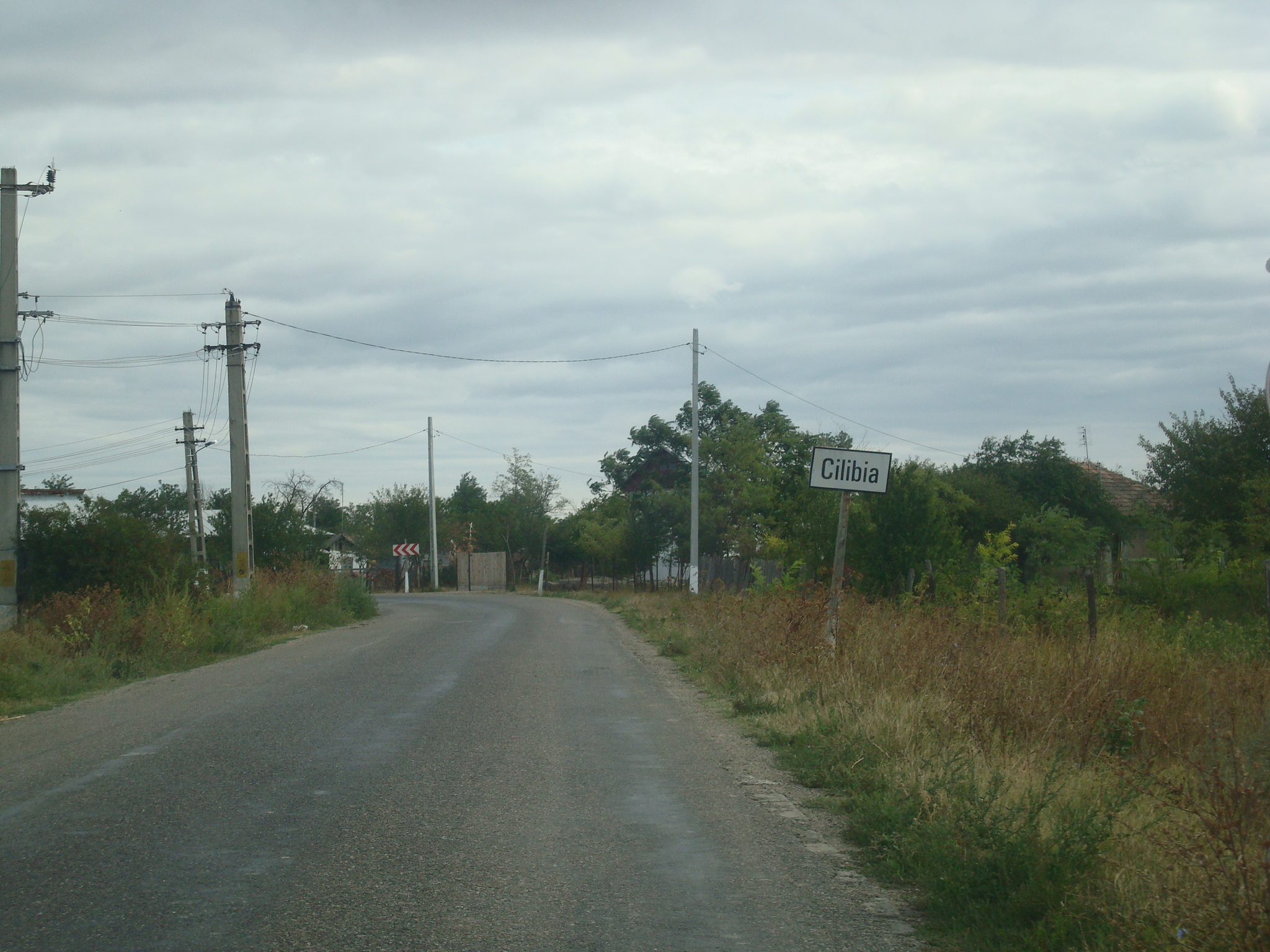

45°4′N 27°4′E / 45.067°N 27.067°E
奇利比亞鄉（羅馬尼亞語：Comuna Cilibia, Buzău），是羅馬尼亞的鄉份，位於該國東南部，由布澤烏縣負責管轄，面積49平方公里，海拔高度58米，2007年人口1,912，人口密度每平方公里39人。